# Зарини, Александра
Александра Зарини (в девичестве Гуччи, англ. Alexandra Zarini; родилась в 1985) — наследница дома Гуччи, старшая из трёх дочерей Патриции Гуччи, внучка Альдо Гуччи и правнучка основателя дома Гуччо Гуччи. В 2020 году создала некоммерческую организацию «Детский фонд Александры Гуччи», цель которой — борьба с сексуальным насилием в отношении детей. В том же году подала в суд на своего бывшего отчима Джозефа Руффало, обвинив его в попытках сексуального растления, а мать и бабушку — в том, что они потакали растлителю.
Александра Зарини замужем, в 2016 году она стала матерью.